# Rabban Bar Sauma
Rabban Bar Sauma (siriaco ܪܒܢ ܒܪ ܨܘܡܐ; Rɑbbɑn bɑrsˤɑuma), noto anche come Rabban Ṣawma o Rabban Çauma, (拉賓掃務瑪S) (Cina settentrionale, 1220 circa – Baghdad, 1294). Fu maestro di teologia ed ambasciatore della Chiesa d'Oriente in Europa.
Monaco cristiano, guidò una missione diplomatica in Europa per conto di un sovrano mongolo di Persia, Arghun. Ha lasciato ai posteri la descrizione dei suoi viaggi. È stato il primo autore di una relazione ufficiale su un viaggio in direzione est-ovest (da Pechino a Roma) nello stesso periodo in cui Marco Polo effettuò lo stesso viaggio in direzione contraria. Molto pio, partì da Pechino per un pellegrinaggio a Gerusalemme con uno dei suoi discepoli, Rabban Marcos. Essi non raggiunsero mai la città santa a causa del fatto che l'itinerario prestabilito attraversava territori interessati da conflitti militari. Si fermarono nella Baghdad controllata dai mongoli, dove trascorsero molti anni. Nel 1281 il suo discepolo Rabban Marcos fu scelto come patriarca della Chiesa d'Oriente (assunse il nome di Mar Yab-Alaha III). Successivamente Bar Sauma ricevette l'invito dal suo ex discepolo di porsi a capo di una nuova missione come ambasciatore mongolo in Europa. Questa volta l'esito della missione fu felice. L'anziano monaco incontrò il papa e molti sovrani europei, cui prospettò l'idea di un'alleanza tra Mongoli e Crociati.
 
Le sue esperienze ebbero luogo prima del viaggio di ritorno di Marco Polo in Europa.

## Biografia

### Formazione
Rabban ("Maestro") Bar Sauma nacque attorno al 1220 nella Cina settentrionale, regione abitata all'epoca dalla tribù mongola degli Ongud (dove nel 1267 i mongoli fondarono Khanbaliq, la città antesignana di Pechino). Secondo il noto storico e teologo siro Barebreo (1226-1286) era di etnia uigura. Fonti cinesi ne descrivono la discendenza come Wanggu (o Ongud), una tribù mongola della dinastia Yuan. Il nome bar Ṣauma in aramaico significa "Figlio del Digiuno" anche se in realtà nacque in una famiglia benestante. Battezzato nella Chiesa d'Oriente, divenne un monaco asceta attorno ai vent'anni, prima di diventare maestro di teologia, incarico che svolse per più decenni.

### Pellegrinaggio a Gerusalemme
A metà della propria vita, Rabban Bar Sauma s'imbarcò con uno dei suoi discepoli, Rabban Marcos (1245-1317), in un pellegrinaggio dalla Cina a Gerusalemme, luogo di origine della cristianità. Attraversarono l'ex stato Tangut, le città di Hotan, Kashgar, Talas nella valle del Syr Darya, il Khorasan (attuale Afghanistan), Maraga (nell'Altopiano iranico) e Mosul, giungendo a Ani in Armenia. Ricevute notizie preoccupanti riguardo alla sicurezza delle strade che conducevano in Siria meridionale, decisero di non proseguire verso Est.
Si diressero invece nella Persia controllata dai Mongoli, dove furono accolti dal patriarca della Chiesa d'Oriente, Mar Denha I (1265-1281). Il patriarca chiese ai due monaci di recarsi alla corte dell'Ilkhan, Abaqa, nella capitale Maraga, al fine di ottenere lettere di conferma per l'ordinazione di Mar Denha a patriarca nel 1266. Durante il viaggio, Rabban Marcos ricevette la nomina a vescovo della chiesa persiana. Successivamente il patriarca cercò di rimandare i monaci come messaggeri in Cina, ma il conflitto militare in corso lungo la strada ne ritardò la partenza, per cui essi rimasero a Baghdad. Quando il patriarca morì, Rabban Marcos fu nominato suo successore, diventando Mar Yab-Alaha III (1281). I due monaci viaggiarono fino a Maraga per fare confermare l'elezione da Abaqa, ma il reggente dell'Ilkhanato morì prima del loro arrivo, lasciando il regno al figlio Arghun.

Ideogrammi cinesi per "Rabban Ṣawma".

Arghun aveva intenzione di formare un'alleanza strategica tra Mongoli e Crociati, contro il comune nemico dei musulmani Mamelucchi. Nel 1285 inviò in Europa un alto dignitario cristiano, ʿIsā affidandogli una sua missiva per papa Onorio IV, senza però ottenere l'esito sperato.

### Ambasciatore in Europa
Il nuovo patriarca Mar Yab-Alaha III suggerì al monarca di incaricare il suo maestro Rabban Bar Sauma di avviare contatti con i cristiani europei. Arghun affidò l'incarico di una delicata missione diplomatica a Rabban Bar Sauma presso "i Greci" e "i Franchi".
Viaggio di andata
Nel 1287 l'anziano monaco intraprese il viaggio in Europa, con numerosi assistenti e trenta animali, portando doni e lettere di Arghun all'imperatore bizantino, al papa ed ai re europei. Tra i compagni di viaggio c'erano il cristiano nestoriano (archaon) Sabadinus, Tommaso d'Anfossi (o Anfossi, genovese, membro di un'importante compagnia bancaria genovese che funse da interprete) ed un secondo interprete italiano di nome Uguetus (una latinizzazione del termine mongolo ügetü, «abile nel linguaggio»). Bar Sauma, nonostante parlasse correntemente cinese, uiguro e persiano, non conosceva nessuna lingua europea.
Viaggiò attraverso l'Armenia fino al bizantino impero di Trebisonda sul Mar Nero, poi via nave fino a Costantinopoli dove ottenne un'udienza con l'imperatore Andronico II Paleologo. Due sorellastre dell'imperatore avevano sposato due bisnipoti di Gengis Khan, uno dei quali era Abaqa, padre di Arghun. Bar Sauma visitò le chiese e le basiliche della città. Nel suo diario di viaggio fornì una descrizione entusiastica della sontuosa basilica di Santa Sofia. Lo colpirono profondamente la grandezza della cupola («non v'è chi possa descriverla a chi non l'abbia vista, o raccontare quanto sia alta e grande») così come le reliquie di San Lazzaro, di Maria di Magdala e di altri santi. Visitò poi i sepolcri degli imperatori Costantino («di colore rossiccio») e Giustiniano («di pietra verdolina»), situati presso la chiesa degli Apostoli, e quelli dei 318 padri che avevano preso parte al Concilio di Nicea nel lontano 325. 
Lasciata Costantinopoli, il monaco raggiunse poi, sempre via nave, l'Italia. Quando costeggiò la Sicilia fu testimone dell'eruzione dell'Etna del 18 giugno 1287. Poi giunse a Napoli, capitale del regno di Carlo II d'Angiò (che lui chiama "Irid Shardalo", ovvero "Il re Carlo Due"). Bar Sauma, che non poteva sapere che il re era prigioniero nella penisola iberica degli Aragonesi, ebbe presumibilmente un incontro con il figlio di questi, Carlo Martello d'Angiò. Ventura volle che, pochi giorni dopo il suo arrivo, il 24 giugno, giorno di San Giovanni, scoppiasse una battaglia nel golfo di Napoli tra la flotta degli Angiò e Giacomo II di Aragona, re di Sicilia (che Bar Sauma chiama Irid Arkon, ovvero "Il re di Aragona"). Il monaco orientale scrisse che Giacomo II vinse infliggendo all'avversario perdite ingenti («12 000 uomini»). La delegazione risalì la penisola giungendo poi a Roma, troppo tardi per poter incontrare papa Onorio IV, morto poco tempo prima. Bar Sauma avviò quindi negoziati con i cardinali della Sacro collegio e visitò la basilica di San Pietro.
La seconda parte del viaggio di Bar Sauma riguardò le ambasciate presso i principali monarchi cristiani.
Durante il viaggio verso Parigi si fermò prima in Toscana (Thuzkan, luglio e agosto) e poi nella Repubblica di Genova. Passò l'inverno del 1287-1288 a Genova, all'epoca uno dei principali centri finanziari europei. Filippo il Bello re di Francia (Frangestan) rispose positivamente all'arrivo dell'ambasciata mongola. Bau Sauma fu ospitato per un mese dal monarca e ricevette molti regali. In Guascogna (Francia meridionale), allora feudo della corona inglese, Bar Sauma incontrò re Edoardo I d'Inghilterra, probabilmente nella capitale Bordeaux. Edoardo fu entusiasta dell'ambasciata, ma non fu in grado di fornire un'alleanza militare a causa del conflitto in corso con gallesi e scozzesi.
Re Filippo aveva incaricato uno dei suoi nobili, Gobert de Helleville di riaccompagnare Bar Sauma in Mongolia. Gobert de Helleville partì il 2 febbraio 1288 con due chierici francesi, Robert de Senlis e Guillaume de Bruyères, oltre al balestriere Audin de Bourges. Raggiunsero Roma ed attesero l'arrivo di Bar Sauma dalla Guascogna per poi accompagnarlo fino in Persia.
Viaggio di ritorno
Al ritorno a Roma Bar Sauma fu ricevuto cordialmente dal neoeletto papa Niccolò IV, il quale gli diede la comunione la Domenica delle palme del 1288, permettendogli di officiare la Santa Messa nella capitale della cristianità. Quel giorno una grande assemblea si riunì per vedere come celebrava l'ambasciatore dei Mongoli. Quando videro, si rallegrarono e dissero: «La lingua è differente, ma il rito è lo stesso!». Niccolò IV affidò a Bar Sauma una preziosa tiara da consegnare al patriarca della chiesa d'Oriente Mar Yab-Alaha III (il suo ex discepolo Marcos). Bar Sauma fece ritorno a Bagdad nel 1288, portando messaggi e doni dai vari monarchi europei.
Alle lettere ricevute, Arghun rispose nel 1289. Il re persiano consegnò le sue missive al mercante genovese Buscarello Ghisolfi, agente diplomatico dell'Ilkhanato. Nella lettera indirizzata a re Filippo IV di Francia, Arghun citò Bar Sauma.

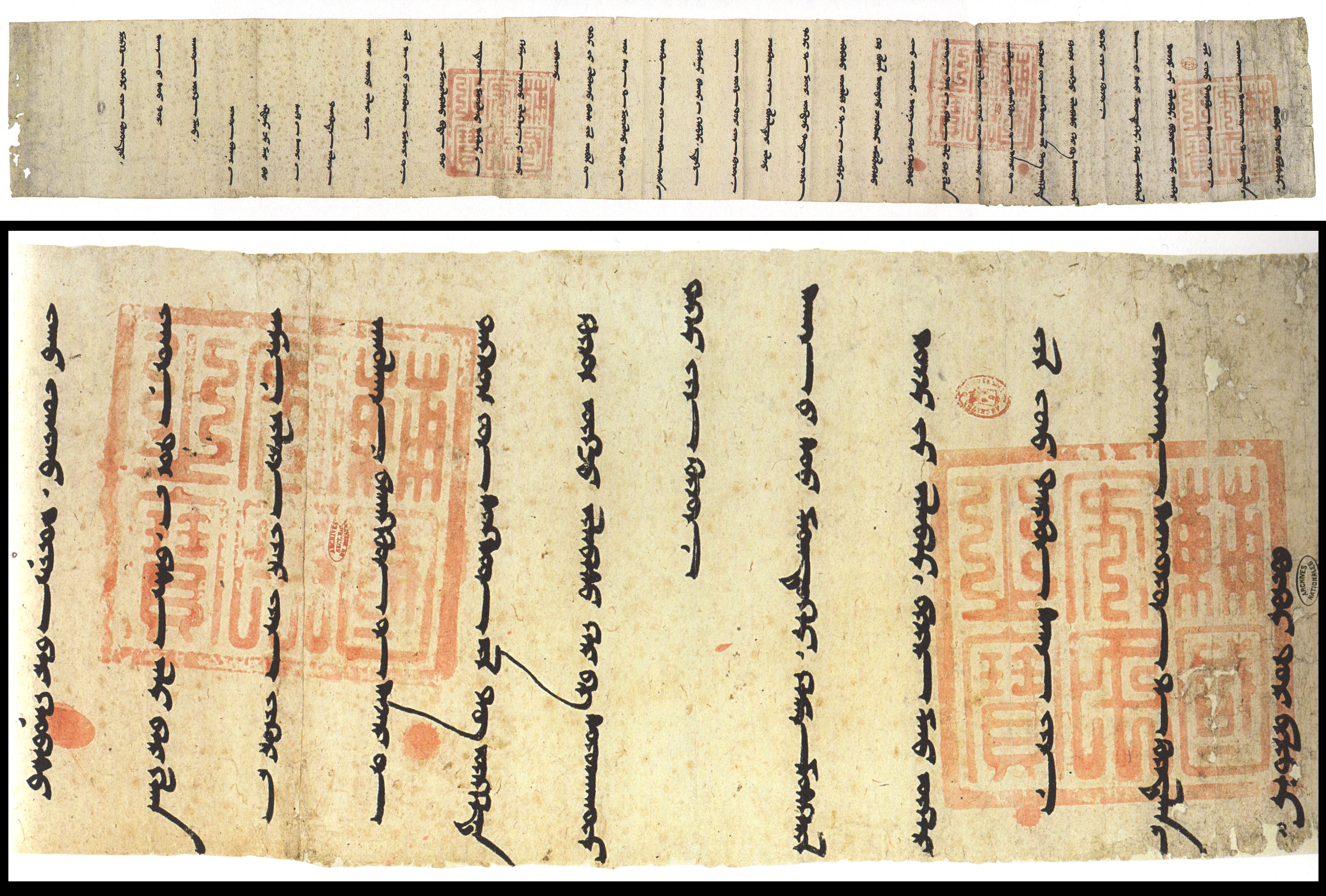
Estratto della lettera di Arghun a Filippo IV, in scrittura mongola, datata 1289, nel quale viene citato Rabban Bar Sauma. Il sigillo è quello del Khaghan, con il termine cinese: “辅国安民之宝” (Archivi nazionali francesi).

Se mandate guerrieri come promesso in Egitto, adorando il cielo, allora vi consegnerò Gerusalemme. Se qualcuno dei nostri guerrieri arriva più tardi di quanto concordato, tutti saranno inutili e di nessun beneficio. Potreste farmi sapere il vostro parere, e sarò lieto di accettare qualsiasi esempio di opulenza francese che vorrete mandarmi tramite i vostri messaggeri.
Vi mando questo messaggio tramite Myckeril e dico: Tutto sarò noto per la potenza del cielo e la grandezza di re. Questa lettera è stata scritta il sesto giorno dell'estate dell'anno del bue a Ho’ndlon."»
(Archivi nazionali (Francia))
Gli scambi epistolari riguardo un'alleanza con gli europei si rivelarono poi infruttuosi ed i tentativi di Arghun furono abbandonati. Rabban Bar Sauma riuscì comunque a attivare importanti contatti che migliorarono le comunicazioni ed il commercio tra Oriente e Occidente. Oltre all'ambasciata di re Filippo presso i Mongoli, anche la Santa Sede inviò missionari, come Giovanni da Montecorvino, alla corte mongola.

### Ultimi anni
Dopo la sua ambasciata in Europa, Bar Sauma trascorse il resto della vita a Baghdad. Fu probabilmente in questo periodo che scrisse il resoconto dei suoi viaggi. La testimonianza è unica in quanto restituisce una descrizione dell'Europa medievale nel periodo delle ultime crociate redatta da un osservatore esterno e di larghe vedute.
Rabban Bar Sauma morì nel 1294 a Baghdad.